# 高津駅 (神奈川県)
高津駅（たかつえき）は、神奈川県川崎市高津区二子四丁目にある、東急電鉄の駅である。駅番号はDT09。

## 概要

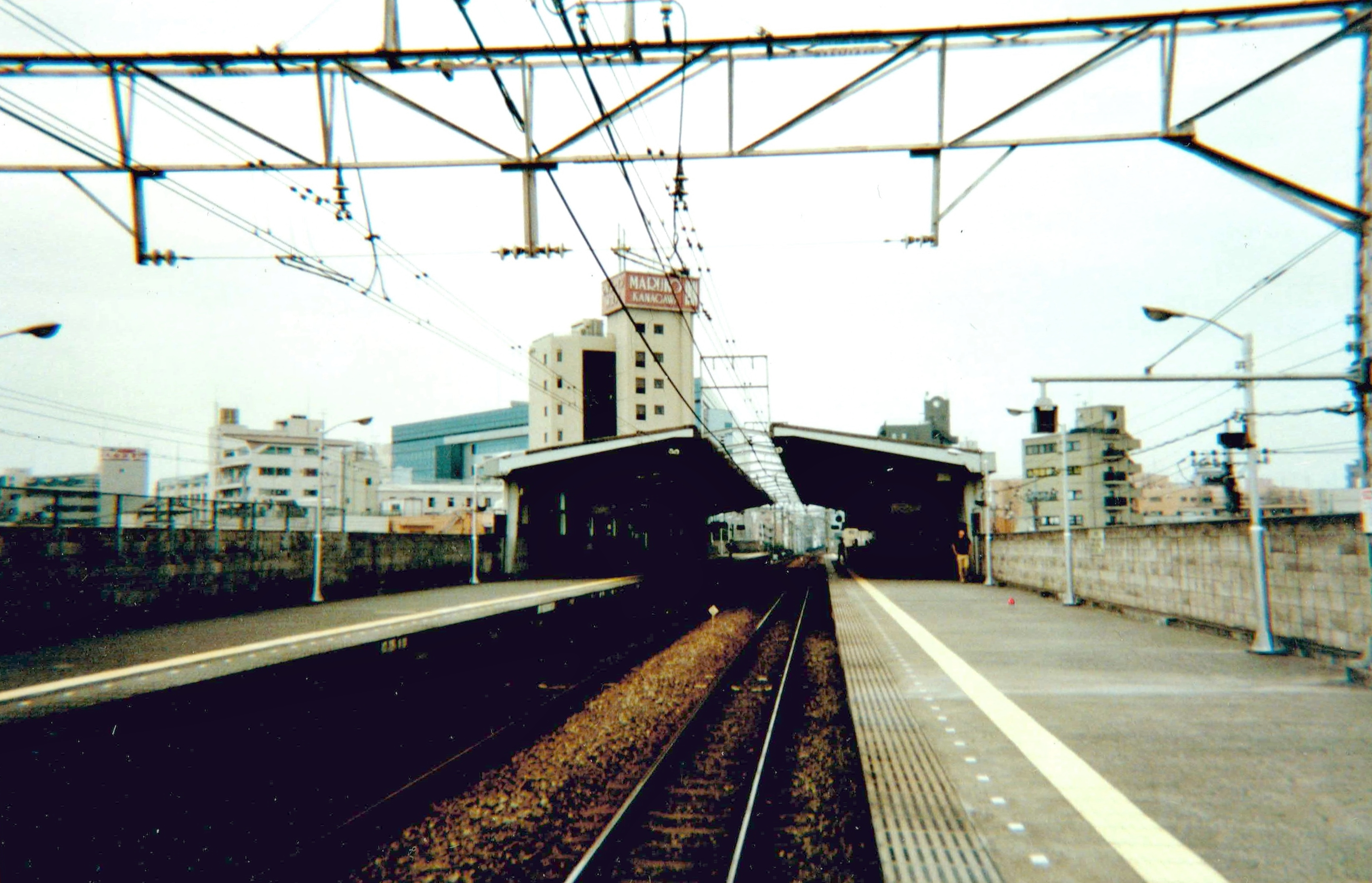
2000年のホーム

当駅は田園都市線単独駅である。田園都市線列車の他、複々線を利用して溝の口駅まで乗り入れる大井町線列車のうち各停の一部が停車するが、当駅前後の複々線区間では田園都市線用線路を経由しての停車となる。大井町線用線路にはホームがないため、溝の口駅と異なり正式な大井町線の駅としては扱われていない（二子新地駅も同様の扱いである）。駅番号も田園都市線のDT09のみが付与されている。
区名を称しているものの、高津区の中心駅は南にある溝の口駅と、東日本旅客鉄道（JR東日本）南武線の武蔵溝ノ口駅である。

## 歴史
- 1927年（昭和2年）7月15日：玉川電気鉄道溝ノ口線開通時に開設[1]。
- 1943年（昭和18年）7月1日：軌間を1,372mmから1,067mmへ改軌、大井町線（大井町駅 - 溝ノ口駅間）へ移管[1]。
- 1972年（昭和47年）2月：当駅付近の高架化工事に着手[2]。
- 1969年（昭和44年）3月29日：上り線を仮設ホームへ移設、その後下り線も仮設ホームへ移設[2]。
- 1975年（昭和50年）12月16日：下り線高架化[2]。
- 1976年（昭和51年）9月：上り線高架化[2]。
- 1977年（昭和52年）3月：高架化工事完成[1]。ホーム位置は、地上時代よりも60 mほど渋谷寄りに移動した[2]。工事延長は845 m、事業費は33億8,000万円である[2]。駅前の交通量が非常に多い府中街道の踏切（高津1号踏切）、構内踏切含む踏切6か所が廃止された[2]。
- 1982年（昭和57年）4月3日：駅二子新地寄り高架下に電車とバスの博物館が開業[1]。
- 2002年（平成14年）9月1日：電車とバスの博物館が改良工事のため閉館[3]（その後、2003年（平成15年）3月21日に宮崎台駅東側へ移転の上再開）。
- 2007年（平成19年）
  - 11月11日：下り線ホームが新ホームへ移設[4]。
  - 12月23日：上り線ホームが旧下り線ホームへ仮移設[5]。
- 2008年（平成20年）6月29日：上り線ホームが新ホームへ移設[6]。
- 2009年（平成21年）7月11日：複々線化工事完成（大井町線延伸）。両側に対面式上下線ホーム2面2線、中央に通過線2線を設置。東口改札口を新設。

### 駅名の由来
開業当時の高津村役場（現在の大山街道ふるさと館付近）が当駅から最寄りであったことに由来する。
かつて、溝口の中心市街は大山街道と府中街道が交差する付近であり、当時の高津村（後に高津町）役場はその中心地に置かれていて、溝の口駅よりも当駅の方が中心市街に近かった。警察署や消防署など、区内を広域管轄する行政機関の一部はその当時から現在に至るまで当駅近隣地に所在している。

## 駅構造
相対式ホーム2面4線を有する高架駅。4本の線路両外側の田園都市線用線路にのみホームがあり、内側2線の大井町線用線路には列車が停車しない。そのため、大井町線各停（種別表示が白色緑文字）が田園都市線各停を追越す光景が見られる。なお、大井町線は種別表示が青色白文字の各停が田園都市線用線路を走行して当駅に停車する。
改札口は、溝の口側の西口と二子新地側の東口の2か所である。開設以来、長らく溝の口側のみにあったが、改良工事進捗に伴い、2009年（平成21年）7月に東口が新設、従来の改札口は西口となった。また、かつて改良工事の途上（下り線新ホーム供用開始時から上り線新ホーム使用開始までの間）では仮設で設置されていた上下ホーム連絡通路に改札口が設置されていたことがある。
トイレは、長らく改札外高架下にある川崎市が管理しているもののみであったが、こちらも改良工事進捗に伴い、同年6月より改札内に新設されている。

### のりば
| 番線 | 路線       | 方向 | 行先                                     | 備考                   |
| ---- | ---------- | ---- | ---------------------------------------- | ---------------------- |
| 1    | 田園都市線 | 下り | 鷺沼・長津田・中央林間方面               | 大井町線溝の口行き含む |
| 4    | 田園都市線 | 上り | 渋谷・押上〈スカイツリー前〉・春日部方面 | 大井町線大井町方面含む |

- 大井町線通過線にホームはないが、下りが2番線、上りが3番線である。そのため、ホームの番線表示は1・4番線が振られている。なお、上下線とも案内標や発車標には大井町線に関する言及がない。
- 田園都市線各停と、大井町線各停のうち種別表示が青色白文字の列車のみ停車する。当駅へ停車する大井町線列車は日中（11 - 15時台）に上下線で毎時各4本（合計20往復）および早朝5 - 6時台の上り（大井町方面）3本と夜間20 - 24時台の下り（溝の口方面）5 - 8本（曜日により異なる）である。

### 駅改良工事
当駅は2000年（平成12年）頃まで高架駅・相対式2面2線と言う形態であったが、2009年（平成21年）まで大井町線を溝の口駅まで延伸することで同線の混雑緩和を図るための田園都市線複々線化工事に関連して大規模な改良工事を行った。
2007年（平成19年）11月に下り新ホームを完成後、上りホームは下り旧ホーム跡地に仮設ホームとして設置されていたが、2008年6月に新上りホームも完成した。その後、仮設上りホームを撤去した上で跡地に通過線が建設され、最終的に相対式2面4線となった。
田園都市線各駅では最もバリアフリー対応の整備が遅かった。改良工事進捗に伴い2008年春に下りホームのみエスカレーターが完成し、新上りホームについても供用開始と同時にエスカレーターとエレベーターが設置された。
| 旧ホーム |

| 旧ホーム |

| 解体・再建 |

| 新ホーム |

| 新ホーム |

| 旧ホーム |

| （不使用） |

| 仮ホーム |

| 撤 去 |

| ホーム新設 |

| 新ホーム |

| 新ホーム |

| 新ホーム |

| 新ホーム |

改良工事の完成に合わせて、東口改札口が新設された。

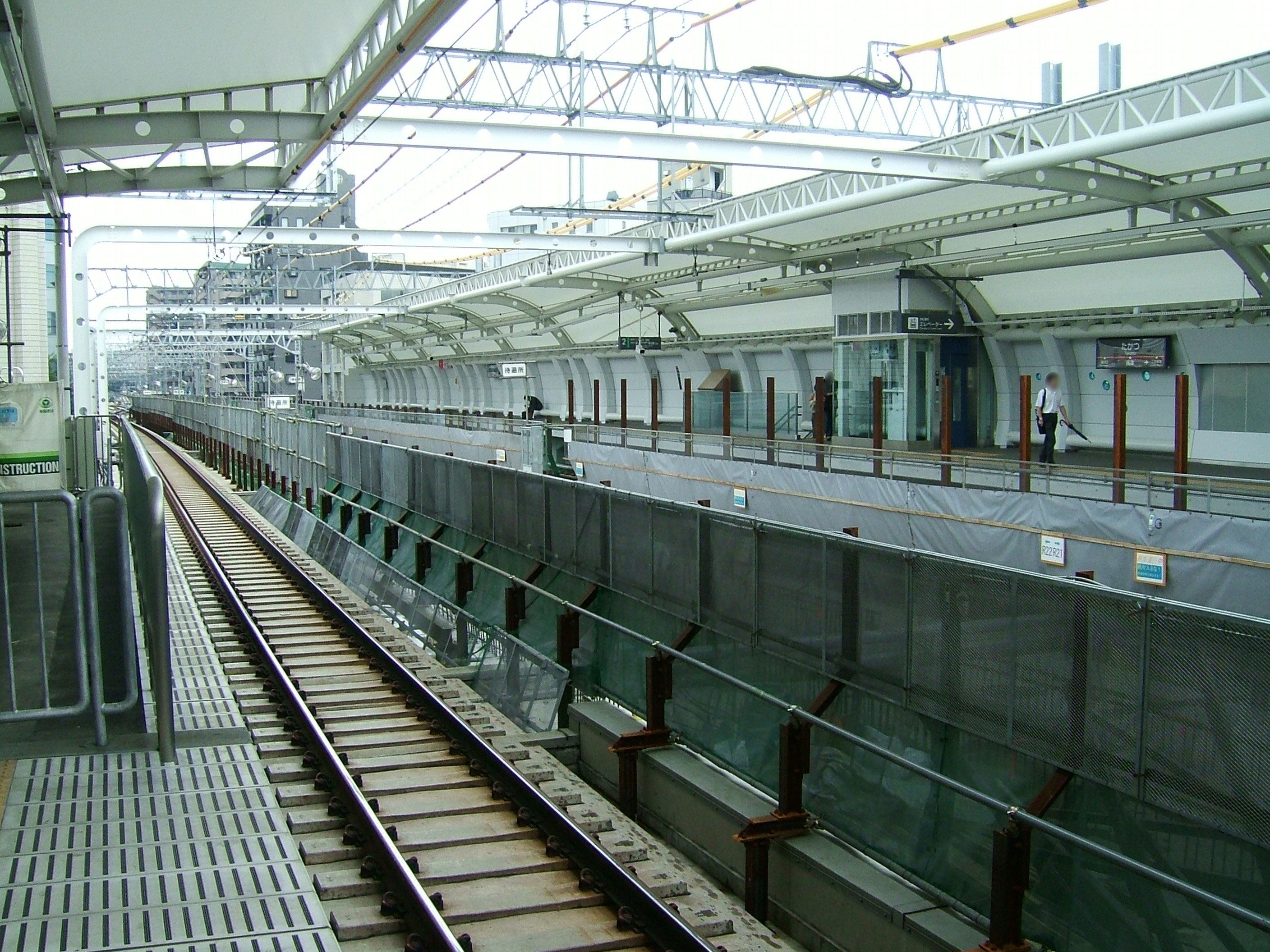
2008年8月時点では中央の線路が工事中で敷設されていなかった。
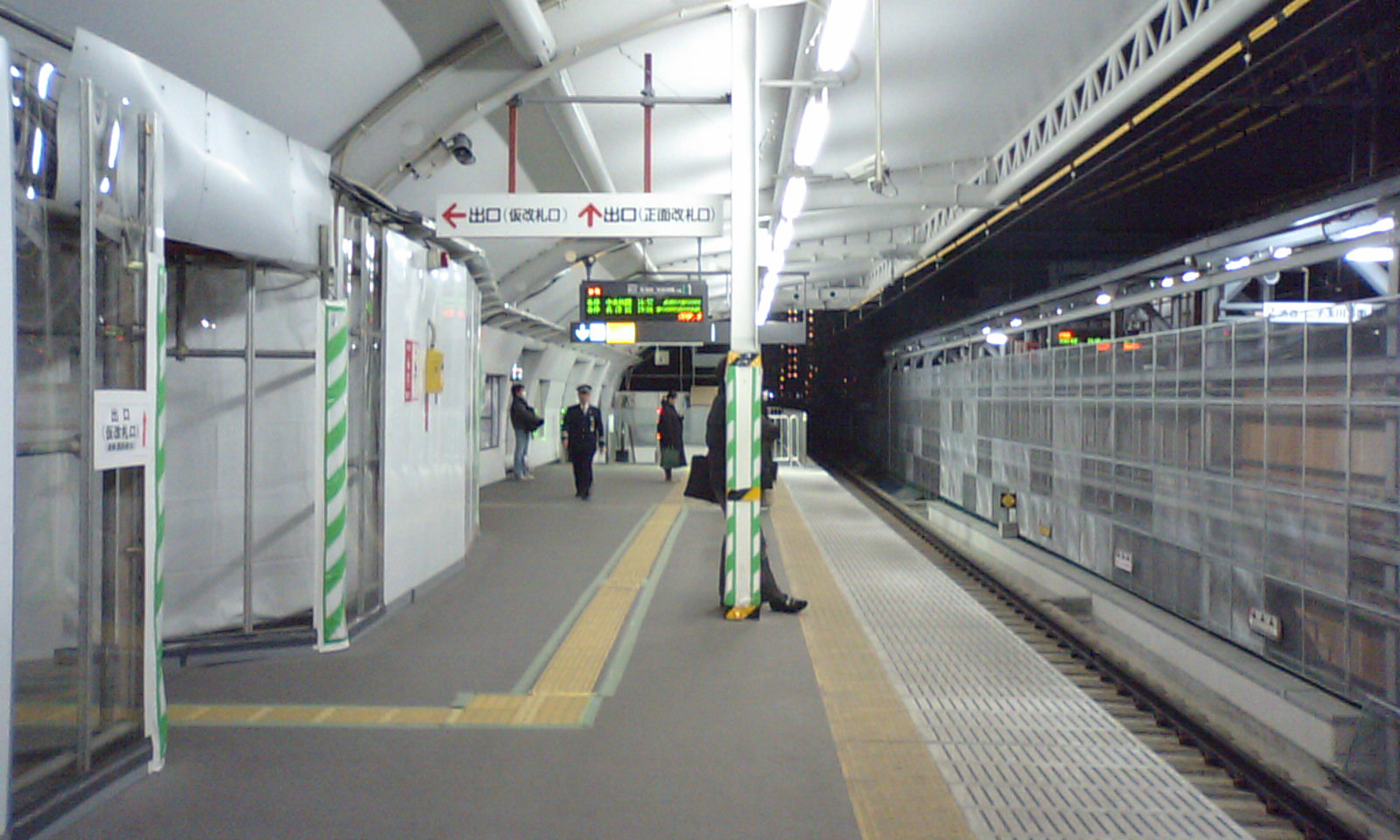
新しい下りホーム。正面が正面改札への階段、左にあるのが仮設改札口（2008年6月に閉鎖）への階段。右にあるのは仮上りホーム（その後新上りホームに移転）（2008年2月18日）。
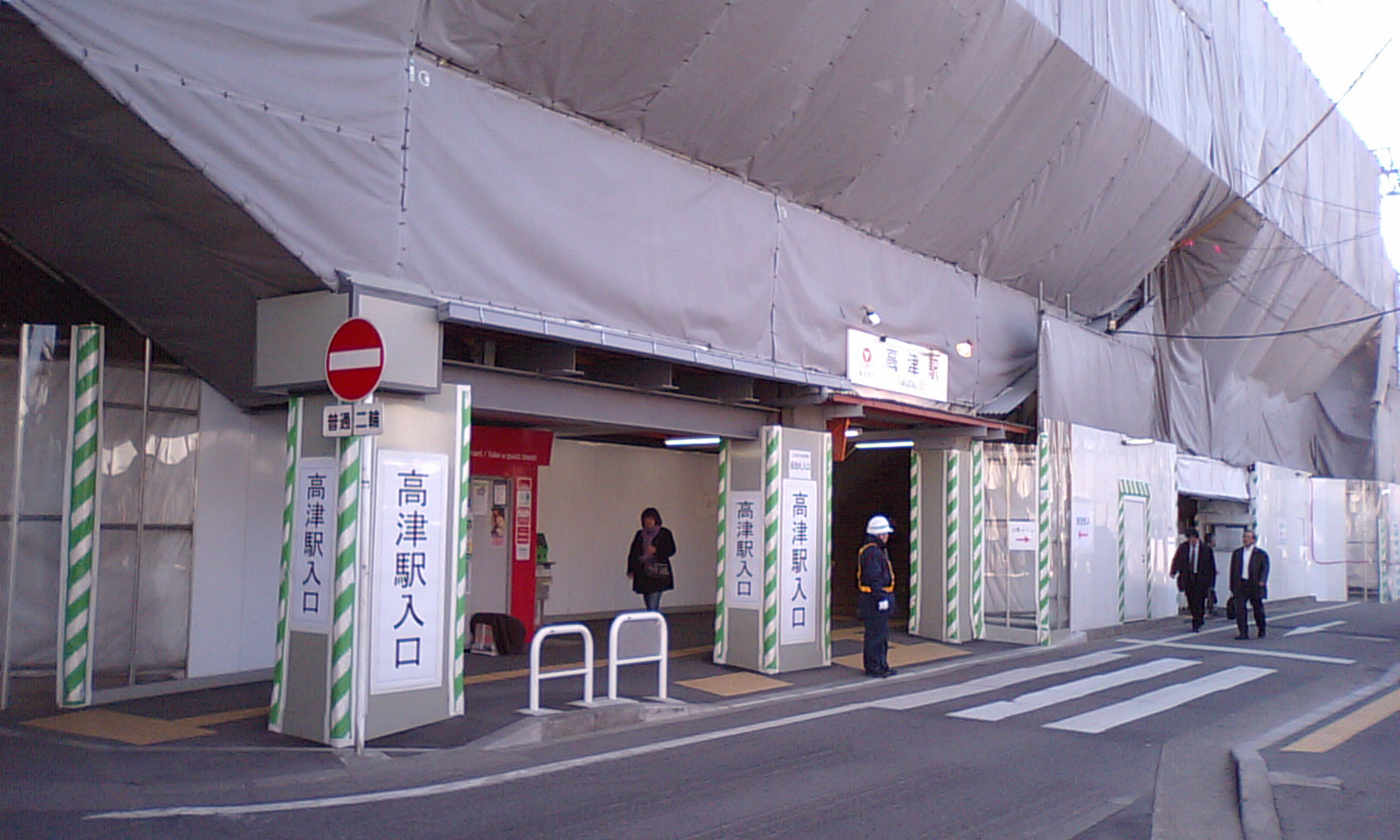
仮改札口への入口（2008年2月22日）。

## 利用状況
2024年度の1日平均乗降人員は28,557人である。
近年の1日平均乗降人員と乗車人員の推移は下表の通り。
- 1日平均乗車人員は神奈川県県勢要覧を参照。

| 年度               | 1日平均 乗降人員 | 1日平均 乗車人員 | 出典     |
| ------------------ | ---------------- | ---------------- | -------- |
| 1995年（平成07年） |                  | 12,461           | [ * 1 ]  |
| 1998年（平成10年） |                  | 12,695           | [ * 2 ]  |
| 1999年（平成11年） |                  | 12,490           | [ * 3 ]  |
| 2000年（平成12年） |                  | 12,225           | [ * 3 ]  |
| 2001年（平成13年） |                  | 12,336           | [ * 4 ]  |
| 2002年（平成14年） | 24,500           | 12,509           | [ * 5 ]  |
| 2003年（平成15年） | 24,857           | 12,626           | [ * 6 ]  |
| 2004年（平成16年） | 24,821           | 12,656           | [ * 7 ]  |
| 2005年（平成17年） | 25,802           | 13,125           | [ * 8 ]  |
| 2006年（平成18年） | 27,079           | 13,764           | [ * 9 ]  |
| 2007年（平成19年） | 27,820           | 14,157           | [ * 10 ] |
| 2008年（平成20年） | 27,643           | 14,031           | [ * 11 ] |
| 2009年（平成21年） | 27,970           | 14,177           | [ * 12 ] |
| 2010年（平成22年） | 28,429           | 14,405           | [ * 13 ] |
| 2011年（平成23年） | 29,200           | 14,775           | [ * 14 ] |
| 2012年（平成24年） | 29,196           | 14,780           | [ * 15 ] |
| 2013年（平成25年） | 29,791           | 15,082           | [ * 16 ] |
| 2014年（平成26年） | 30,244           | 15,288           | [ * 17 ] |
| 2015年（平成27年） | 31,256           | 15,812           | [ * 18 ] |
| 2016年（平成28年） | 31,785           | 16,056           | [ * 19 ] |
| 2017年（平成29年） | 32,000           | 16,172           | [ * 20 ] |
| 2018年（平成30年） | 32,614           | 16,505           | [ * 21 ] |
| 2019年（令和元年） | 32,388           |                  |          |
| 2020年（令和02年） | 23,278           |                  |          |
| 2021年（令和03年） | 24,773           |                  |          |
| 2022年（令和04年） | 26,470           |                  |          |
| 2023年（令和05年） | 27,687           |                  |          |
| 2024年（令和06年） | 28,557           |                  |          |

## 駅周辺

### 施設
かつて当駅高架下には「電車とバスの博物館」があったが、複々線化に伴う改良工事のため宮崎台駅高架下へ移転した。
- 帝京大学医学部附属溝口病院
- 国道409号（府中街道）
- 神奈川県高津警察署
- 川崎市高津消防署
- 川崎市立高津図書館
- 川崎市立高津小学校
- 川崎溝ノ口郵便局
- ラウンドワン 高津店
- 大山街道ふるさと館

川崎市高津区役所は南隣溝の口駅が最寄となる。

### 路線バス
高津駅前停留所
| 系統名 | 主要経由地                           | 行先             | 運行事業者   | 備考           |
| ------ | ------------------------------------ | ---------------- | ------------ | -------------- |
| 川31   |                                      | 溝の口駅         | 東急バス     |                |
| 川31   | 宮内・小杉御殿町二丁目・東横線小杉駅 | 川崎駅ラゾーナ前 | 東急バス     |                |
| 溝02   |                                      | 溝の口駅         | 東急バス     |                |
| 溝02   |                                      | 新平瀬橋         | 東急バス     | 平日夜のみ運行 |
| 溝02   | 宮内・小杉御殿町二丁目               | 小杉駅前         | 東急バス     |                |
| 溝03   | 宮内・新丸子駅西口                   | 小杉駅前         | 東急バス     |                |
| 溝05   |                                      | 溝口駅前         | 川崎市交通局 |                |
| 溝05   | 市民ミュージアム前・小杉二丁目       | 小杉駅前         | 川崎市交通局 |                |

- 川31系統川崎駅ラゾーナ前行と溝02・溝03・溝05系統小杉駅前行は等々力緑地に隣接する市営等々力グランド入口バス停を経由する。同緑地内にある等々力陸上競技場でJリーグの川崎フロンターレ主催試合などが行われる場合は、川崎市北部や田園都市線沿線からの観客が利用するアクセスルートとなる。その告知と利用促進のため、2010年（平成22年）に川崎市交通局によって高津駅の川崎・小杉方面バス停標識がフロンターレのチームカラーである青と黒の2色で装飾された[16][17]。
- 東急バス高津営業所への出入庫を兼ねて[注釈 1]、川崎駅ラゾーナ前・小杉駅前方面とのバスで高津駅が始発・終着停留所となる便がある。また、2012年（平成24年）11月1日からは平日に限り溝02系統で小杉駅前 - 新平瀬橋[注釈 2]間の運行が始められ、朝は新平瀬橋から高津駅、夜は逆方向でのバス利用が可能となった[18]。
- 上記の他に、2022年（令和4年）7月31日までは、渋谷駅発深夜急行バス高速二子玉川線が高津駅前停留所の隣の高津停留所に停車（降車専用、停留所名は「高津駅入口」）していた。

## 隣の駅
東急電鉄
 田園都市線
■急行・■準急
通過
■各駅停車
二子新地駅 (DT08) - 高津駅 (DT09) - 溝の口駅 (DT10)
 大井町線
■急行・□各駅停車（種別幕が緑のもの）
通過
■各駅停車（種別幕が青のもの）
二子新地駅 (DT08) - 高津駅 (DT09) - 溝の口駅 (OM16)